# Лебедев, Пётр Иванович
Пётр Иванович Лебедев (11 [23] августа 1885, Пирятин, Полтавская губерния — 3 мая 1948, Москва) — советский геолог, член-корреспондент Академии наук СССР (1939), ректор Ростовского государственного университета (1921—1922). Основные труды — по минералогии, геохимии, учению о полезных ископаемых.

## Биография
Родился 11 (23) августа 1885 года в городе Пирятин Полтавской губернии в семье преподавателя гимназии. В 1904 году окончил гимназию в Омске.
В 1904—1909 годах обучался в Санкт-Петербургском политехническом институте.
В 1912 году окончил физико-математический факультет Петербургского университета. П. И. Лебедеву в 1934 году была присвоена учёная степень доктора геологических наук по совокупности работ — без защиты диссертации. В период с 1913 по 1914 года работал хранителем Минералогического кабинета в Северо-Кавказском университете Ростова-на Дону. В последующем, с 1920 по 1923 годы был деканом физико-математического факультета, ректором, членом Правления Северо-Кавказского государственного университета. Здесь он также преподавал курсы «Генезис минералов» и «Основы физико-химической кристаллографии».
С 1929 по 1931 года работал в Ленинградском горном институте — читал лекции по минералогию, в 1936—1937 годах в Московском нефтяном институте читал курс лекций по петрографии.
В 1934—1935 годах работал заместителем директора Петрографического института АН СССР, в 1935—1936 годах — в должности заместителя председателя Геологической группы АН СССР, в 1936—1937 годах работал начальником Геологического сектора и зам. председателя Дальневосточного филиала АН СССР.
С 29 января 1939 года — член-корреспондент АН СССР, по специальности петрология, минералогия, биохимия. Отделение математических и естественных наук.
С 1945 года работал заведующим отделом минералогии и геохимии Института геологических наук АН СССР, преподавал в Ростовском государственной университете — читал лекции по геохимии на геолого-почвенном факультете университета в Ростове-на-Дону.
В 1945 году возглавил большую Кавказскую экспедицию АН СССР.
Труды Лебедева относятся к различным вопросам описательной, теоретической и экспериментальной петрографии, минералогии, геохимии и учению о полезных ископаемых. Экспериментально изучал минералообразование в некоторых силикатных схемах, поведение сульфидов в сплавах с силикатами и сделал выводы об условиях образования сульфидных рудных месторождений. Лебедев проводил полевые исследования в Карелии, на Кавказе и в Закавказье, на Украине, в Кузнецком Алатау, на Алтае и Дальнем Востоке. Среди кавказских работ выделяется монография о вулкане Алагазе, в которой рассмотрена история его формирования и дано описание горных пород района. Исследования Лебедева в Кузнецком Алатау и работы на Дальнем Востоке сыграли существенную роль в расширении рудной базы на востоке СССР.
Скончался 3 мая 1948 года в Москве.

## Награды
- Орден Ленина (27 августа 1945) — за выдающиеся заслуги в области геологии и подготовки научных кадров, в связи с 60-летием со дня рождения
- Орден Трудового Красного Знамени (10 июня 1945)
- Медаль «За доблестный труд в Великой Отечественной войне 1941—1945 гг.» (1945)
- Медаль «В память 800-летия Москвы» (1947)

## Публикации
Среди основны публикаций:
- Геолого-петрографические исследования Малого Хингана. — М.-Л.: Изд. АН СССР, 1939.
- Петрографические исследования на острое Валааме. — СПб.: Тип. Шредера, 1913.